# 안토니오 비발디
안토니오 루치오 비발디(이탈리아어: Antonio Lucio Vivaldi(문화어: 안또니오 뷔발디), 1678년 3월 4일~1741년 7월 28일)는 18세기 베네치아 공국 및 교황령 이탈리아 시대의 로마 가톨릭 성직자 겸 작곡가이자 바이올린 연주가로, ‘붉은 머리의 사제’(司祭, il Prete Rosso)라는 별명으로 불리기도 했다.
음악가로서는 서양 고전 클래식 음악의 대중화를 시도한 인물들 중의 하나이기도 하다. 4개의 바이올린 협주곡으로 된 《사계》의 작곡가로 잘 알려져 있다. 붉은 머리라서 일평생 '붉은 머리의 사제(신부)'라는 조롱과 멸시를 당하기도 했다. 또한 체력이 좋지 않았던 그는 미사보다는 작곡이나 성가대 업무를 주로 보았다.

## 생애
베네치아 산 마르코 대성당의 바이올린 연주자였던 조반니 바티스타의 아들로 태어나, 부친에게 음악의 기초를 배웠다. 이후 레그렌치에게 작곡을 배웠다. 15세 신학교에 가 23살에 서품을 받았으나, 본디 몸이 약하여 숨이 차서 미사를 올릴 수가 없었기 때문에 음악에 전념하게 되었다고 전해진다. 한편 그는 머리가 붉은 색이라 평생 '빨강 머리의 신부'라는 놀림을 받았다. 비발디는 1703년부터 1740년에 걸쳐 대체로 베네치아의 여자 보육원(보육 시설이자 고아원 겸 음악학교)이던 피에타 고아원에 근무했으며 1716년에는 피에타 고아원 밴드부의 합주장(合奏長)이 되었다. 이 학원의 학생들의 오케스트라는 당시 유럽에서도 명성을 떨쳤기 때문에 비발디는 음악을 마음껏 해볼 수 있었을 것으로 생각된다. 비발디는 그 동안에도 자작한 오페라를 상연하기 위하여 이탈리아 김동연 순회하기도 하고 빈이나 암스테르담으로 가기도 하였다. 1741년에 빈으로 간 비발디는 빈궁 속에 객사(客死)하여 그 곳 빈민묘지에 안치되었다. 이 때의 빈 방문 목적은 명확하지는 않으나 황제 카를 6세의 후원을 받으러 간 것으로 추측된다. 비발디의 이름은 그 후 잊혀져 있었으나 대 바흐가 편곡한 작품이 계기가 되어 그 전모가 밝혀졌다.

## 주 작품
그의 작품은 오페라와 여러 곡의 교회 음악과 기악곡이 많은데, 그 중에서도 바이올린을 주로 한 협주곡이 유명하며, 그 때까지의 악곡에 비하여 리듬이 활발하고 노래하듯 아름다운 선율이 특징이다. 그의 작품은 독일 음악가들에게도 큰 영향을 주었으며, 바흐는 그의 작품을 건반악기 연주용으로 편곡하였다. 주요 작품으로 신포니아 23곡, 합주 협주곡 <조화의 영감>, 바이올린과 관현악을 위한 <사계> 등이 있다. 특히 <사계>는 표제 음악의 표본으로 불린다. 그는 약 500곡이나 되는 기악작품, 약 40곡의 오페라 외에 모테토, 오라토리오, 칸타타 등을 작곡했다. 작곡은 처음에는 베네치아나 암스테르담에서 출판되었으나 대부분은 수고(手稿) 형태 외엔 남아 있지 않다. 비발디는 무엇보다 우선 토렐리(1658년~1709년), 알비노니(1671년~1750년)들에 의하여 개발된 독주 콘체르토의 세계에서 안정된 양식을 확립시킨 작가로 알려져 있다. 그는 또 복수(複數)의 독주악기로 하는 콘체르토도 수없이 썼으나 이것은 대개 빠르게－느리게－빠르게의 3악장으로 되었으며 전합주와 독주가 교대하는 리토르넬로 형식으로 했다.

## 영화화
대한민국에서 2009년 1월 8일에 그의 생애를 영화화한 《안토니오 비발디-베니스의 왕자》가 개봉되었다. 안토니오 비발디 역에는 스테파노 디오니시가 열연하였다.

## 참고
- 이 문서에는 다음커뮤니케이션(현 카카오)에서 GFDL 또는 CC-SA 라이선스로 배포한 글로벌 세계대백과사전의 내용을 기초로 작성된 글이 포함되어 있습니다.